# Domenico Giani

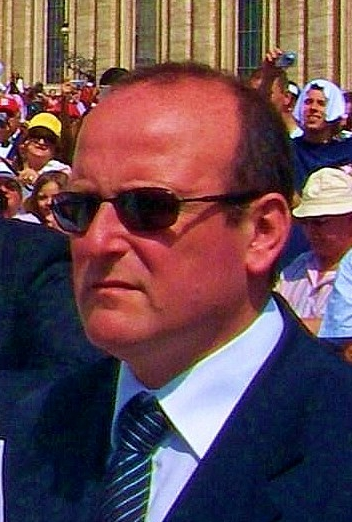
Domenico Giani

Domenico Giani, född 16 augusti 1962 i Arezzo, Italien, är generalinspektör för Vatikanstatens gendarmeri och livvakt åt påven sedan 3 juni 2006. Han har kandidatexamen i pedagogik med inriktning mot socialpsykologi och har varit officer i Guardia di Finanza och tjänsteman i det italienska justitieministeriet, innan han 1999 blev ställföreträdande chef för gendarmeriets föregångare.